# Джозефсон, Джульен
Жюльен Джозефсон (англ. Julien Josephson; 24 октября 1881 — 14 апреля 1959) — американский сценарист. Его карьера продолжалась с 1914 по 1943 год.
Джозефсон родился в Розберге, штат Орегон. Был хорошо известен адаптациями театральных произведений для немых кинолент — в частности, превратил в сценарии пьесу Оскара Уайльда «Веер леди Уиндермир» (1925) и роман Мэри Робертс Райнхарт и Эвери Хопвуда «Летучая мышь» (1926). Он был номинирован на премию «Оскар» за лучший адаптированный сценарий к фильму «Дизраэли» (1929).
Джульен Джозефсон умер 14 апреля 1959 года в Лос-Анджелесе, штат Калифорния.

## Избранная фильмография
- Опасная кривая впереди / Dangerous Curve Ahead (1921)
- Вверх ногами / Head Over Heels (1922)
- Узкая улица / The Narrow Street (1925)
- Морской орел / The Eagle of the Sea (1926)
- Летучая мышь / The Bat (1926)
- Корабль приплывает / A Ship Comes In (1928)
- Выполняйте свой долг / Do Your Duty (1928)
- Дизраэли / Disraeli (1928)
- Зелёная богиня / The Green Goddess (1930)
- Ви Вилли Винки / Wee Willie Winkie (1937)
- Стэнли и Ливингстон / Stanley and Livingstone (1939)